# Albert Calmette
Léon Charles Albert Calmette, född 12 juli 1863 i Nice, död 29 oktober 1933 i Paris, var en fransk bakteriolog och en viktig person inom Pasteur-institutet.
Calmette var till en början marinläkare och deltog i flera expeditioner till de franska kolonierna; han grundade Pasteur-institutet i Saigon samt var dess förste chef 1891-93. Han återvände därefter till Frankrike, där han grundade Pasteur-institutet i Lille och var dess direktör 1896-1919. Calmette tjänstgjorde samtidigt som professor i bakteriologi och hygien, och var från 1917 souschef vid Pasteur-institutet i Paris. Han offentliggjorde talrika arbeten i bakteriologi och hygien. Hans viktigaste undersökningar gällde ormgifterna och seroterapin mot dessa, hakmasksjukdomen, pest och tuberkulos. Främst tuberkulosen ägnade han sitt studium, och tillsammans med Camille Guérin tog han fram en metod för vaccinering av nyfödda barn mot tuberkulos, som även kom till användning i Sverige. Calmette var även verksam i organisationen av dispensärkampen mot tuberkulos.